# THE IDOLM@STER SideM ANIMATION PROJECT
「THE IDOLM@STER SideM ANIMATION PROJECT」（アイドルマスター サイドエム アニメーションプロジェクト）は、2017年11月15日からランティスよりリリースされている、テレビアニメ『アイドルマスター SideM』のサウンドトラックシリーズ。

## 概要
テレビアニメ『アイドルマスター SideM』のサウンドトラックシリーズ。

## 01 Reason!!
2017年11月15日発売。アニメ主題歌「Reason!!」のほか、新曲2曲を収録。
初回限定特典として3rdライブツアー『THE IDOLM@STER SideM 3rdLIVE TOUR 〜GLORIOUS ST@GE!〜』の千葉・宮城公演の先行抽選予約申込券が封入される。また、店舗特典として、ジャケットイラストを使用した「ユニット別オリジナル缶バッジ」（全6種）が購入特典として付属する。
チャート成績
11月14日付のオリコンデイリーランキングでは2.9万枚を売り上げ2位にランクイン。その後も6日連続でトップ3を明け渡すことなく、11月27日付のオリコン週間ランキングでは6.1万枚を売上げ2位にランクイン。これまで最高記録だった「Beyond The Dream」の累計3.6万枚を抜き、初動だけで『sideM』の作品として最も売上の高い作品となった。また、アイドルマスターシリーズ全体としても歴代3番目の初動記録となっている。アニメ週間チャートにおいては「THE IDOLM@STER SideM ST@RTING LINE-06 S.E.M」以来、実に3年ぶりとなる1位を獲得した。
収録曲
1. Reason!!
歌：315 STARS（DRAMATIC STARS[メンバー 1]、Beit[メンバー 2]、S.E.M[メンバー 3]、High×Joker[メンバー 4]、W[メンバー 5]、Jupiter[メンバー 6]）
作詞：松井洋平、作曲・編曲：EFFY
2. 流星PARADE
歌：DRAMATIC STARS[メンバー 1]、S.E.M[メンバー 3]、Jupiter[メンバー 6]
作詞：真崎エリカ、作曲：SHINTA-LOW（Arte Refact）、編曲：脇眞富（Arte Refact）
3. 夏時間（サマータイム）グラフィティ
歌：Beit[メンバー 2]、High×Joker[メンバー 4]、W[メンバー 5]
作詞：結城アイラ、作曲・編曲：佐々木裕

## 02 TOMORROW DIAMOND
2017年12月13日発売。アニメ第4話エンディングテーマ「TOMORROW DIAMOND」と、オープニングテーマのユニットバージョンを収録。
収録曲
1. TOMORROW DIAMOND
歌：Beit[メンバー 2]
作詞：真崎エリカ、作曲・編曲：本多友紀（Arte Refact）
2. Reason!!（Beit Ver.）
歌：Beit[メンバー 2]
3. TOMORROW DIAMOND -Instrumental-

## 03 From Teacher To Future!
2017年12月13日発売。アニメ第5話エンディングテーマ「From Teacher To Future!」と、オープニングテーマのユニットバージョンを収録。
収録曲
1. From Teacher To Future!
歌：S.E.M[メンバー 3]
作詞：松井洋平、作曲：本多友紀（Arte Refact）、編曲：脇眞富（Arte Refact）
2. Reason!!（S.E.M Ver.）
歌：S.E.M[メンバー 3]
3. From Teacher To Future! -Instrumental-

## 04 AFTER THE RAIN
2017年12月13日発売。アニメ第6話エンディングテーマ「AFTER THE RAIN」と、オープニングテーマのユニットバージョンを収録。
収録曲
1. AFTER THE RAIN
歌：W[メンバー 5]
作詞：結城アイラ　作曲・編曲：TKC
2. Reason!!（W Ver.）
歌：W[メンバー 5]
3. AFTER THE RAIN -Instrumental-

## 05 Over AGAIN
2018年1月17日発売。アニメ第9話エンディングテーマ「Over AGAIN」と、オープニングテーマのユニットバージョンを収録。
収録曲
1. Over AGAIN
歌：Jupiter[メンバー 6]
作詞：真崎エリカ、作曲・編曲：山田竜平
2. Reason!!（Jupiter Ver.）
歌：Jupiter[メンバー 6]
3. Over AGAIN -Instrumental-

## 06 Sunset★Colors
2018年1月17日発売。アニメ第10話エンディングテーマ「Sunset★Colors」と、オープニングテーマのユニットバージョンを収録。
収録曲
1. Sunset★Colors
歌：High×Joker[メンバー 4]
作詞：結城アイラ、作曲・編曲：本田光史郎
2. Reason!!（High×Joker Ver.）
歌：High×Joker[メンバー 4]
3. Sunset★Colors -Instrumental-

## 07 ARRIVE TO STAR
2018年1月17日発売。アニメ第12話エンディングテーマ「ARRIVE TO STAR」と、オープニングテーマのユニットバージョンを収録。
収録曲
1. ARRIVE TO STAR
歌：DRAMATIC STARS[メンバー 1]
作詞：松井洋平、作曲：本多友紀（Arte Refact）、編曲：脇眞富（Arte Refact）
2. Reason!!（DRAMATIC STARS Ver.）
歌：DRAMATIC STARS[メンバー 1]
3. ARRIVE TO STAR -Instrumental-

## 08 GLORIOUS RO@D
2018年1月31日発売。第13話挿入歌「GLORIOUS RO@D」のほか、劇中BGMを集めたサウンドトラック。
劇伴担当はEFFY。
収録曲
Disc1
1. We Are 315!!
2. 一番星の誓い
3. リスタート
4. 出会いはひょんなことから
5. 生まれた光
6. 人を笑顔にするということ
7. 世界は動き出す
8. 彼らの日常
9. スタートダッシュ！
10. デコボコユニット
11. 見慣れた風景
12. 夢を絆に変えて
13. トホホ…
14. おかしいな？
15. ソボクな疑問
16. 不穏
17. 最強のチームワーク
18. 夢に向かって
19. 自慢のアイドル
20. 穏やかな一日
21. 動揺
22. 同じ願いを持つ仲間
23. あたたかい場所
24. ポジティブシンキング
25. 青春100パーセント
26. 小さな違和感
27. トラブル発生
28. 出発進行！
29. 春夏秋冬四季おり
30. 日常は今日も続く
31. テーブルを囲んで
32. 広まる噂
33. 始まりのこの場所で
34. 信念を胸に
35. 想いをひとつにして
36. 幕を上げよう
37. さぁ、行こう！この道の先へ

Disc2
1. 理由あって、アイドル！
2. パッション！パッション!!
3. ドタバタコメディ
4. スキャンダル!?
5. 熱血大陸
6. 二人の旋律
7. Next Episode
8. DRIVE A LIVE（Common BGM Version）
9. DRIVE A LIVE（Classic BGM Version）
10. DRIVE A LIVE（Piano BGM Version）
11. Beyond The Dream（BGM Version）
12. STARLIGHT CELEBRATE!（BGM Version）
13. 想いはETERNITY（BGM Version）
14. Study Equal Magic!（BGM Version）
15. VICTORY BELIEVER（BGM Version）
16. HIGH JUMP NO LIMIT（BGM Version）
17. BRAND NEW FIELD（BGM Version）
18. DRAMATIC NONFICTION（BGM Version）
19. Reason!!（BGM Version）
20. GLORIOUS RO@D（BGM Version）
21. Reason!!（TV Size）
歌：315 STARS（DRAMATIC STARS、Beit、S.E.M、High×Joker、W、Jupiter）
22. Beyond The Dream（第2話 Ver）
歌：315 STARS（DRAMATIC STARS、Beit、S.E.M、High×Joker、Jupiter）
23. DRIVE A LIVE（第13話 Ver）
歌：315 STARS（DRAMATIC STARS、Beit、S.E.M、High×Joker、W、Jupiter）
24. GLORIOUS RO@D
歌：315 STARS（DRAMATIC STARS、Beit、S.E.M、High×Joker、W、Jupiter）
作詞 - 松井洋平、作曲・編曲 - 渡辺拓也

### ユニットメンバー
1. 1 2 3 4 5 6 7 8 9 10  天道輝（仲村宗悟）、桜庭薫（内田雄馬）、柏木翼（八代拓）
2. 1 2 3 4 5 6 7 8 9 10  鷹城恭二（梅原裕一郎）、ピエール（堀江瞬）、渡辺みのり（高塚智人）
3. 1 2 3 4 5 6 7 8 9 10  硲道夫（伊東健人）、舞田類（榎木淳弥）、山下次郎（中島ヨシキ）
4. 1 2 3 4 5 6 7 8 9 10  伊瀬谷四季（野上翔）、秋山隼人（千葉翔也）、若里春名（白井悠介）、冬美旬（永塚拓馬）、榊夏来（渡辺紘）
5. 1 2 3 4 5 6 7 8 9  蒼井享介（山谷祥生）、蒼井悠介（菊池勇成）
6. 1 2 3 4 5 6 7 8 9 10  天ヶ瀬冬馬（寺島拓篤）、御手洗翔太（松岡禎丞）、伊集院北斗（神原大地）